# Lyndon (Vermont)
Lyndon es un pueblo ubicado en el condado de Caledonia en el estado estadounidense de Vermont. En el año 2010 tenía una población de 5.981 habitantes y una densidad poblacional de 58,01 personas por km².

## Geografía
Lyndon se encuentra ubicado en las coordenadas 44°32′9″N 72°0′19″O / 44.53583, -72.00528.

## Demografía
Según la Oficina del Censo en 2000 los ingresos medios por hogar en la localidad eran de $32,946 y los ingresos medios por familia eran $42,633. Los hombres tenían unos ingresos medios de $30,525 frente a los $23,237 para las mujeres. La renta per cápita para la localidad era de $16,245. Alrededor del 12.1% de la población estaban por debajo del umbral de pobreza.